# Stanęcin (Olszana)
Stanęcin – część wsi Olszana w Polsce, położona w województwie małopolskim, w powiecie nowosądeckim, w gminie Podegrodzie.